# (181824) Königsleiten
(181824) Königsleiten, désignation internationale (181824) Konigsleiten, est un astéroïde de la ceinture principale.

## Description
(181824) Konigsleiten est un astéroïde de la ceinture principale. Il fut découvert le 24 septembre 1998 à Drebach par Gerhard Lehmann et Jens Kandler. Il présente une orbite caractérisée par un demi-grand axe de 2,40 UA, une excentricité de 0,20 et une inclinaison de 1,7° par rapport à l'écliptique.

## Compléments